# Sa Sol
Sa Sol (사솔; * 21. März 1994 in Cheongju, Südkorea) ist eine südkoreanische Sportkletterin. Bei der Weltmeisterschaft 2018 belegte sie den zweiten Platz in der Kombination.

## Karriere
Sa Sol startete im Jahr 2009 mit der Teilnahme an internationalen Kletterwettkämpfen, seit 2010 auch in der Altersklasse für Erwachsene. Ihre erste Podiumsplatzierung gelang ihr 2012, als sie sie den ersten Platz sowohl im Speedklettern als auch im Schwierigkeitsklettern bei der Jugendasienmeisterschaft belegte. In den folgenden Jahren startete sie bei vielen Wettbewerben wie Weltmeisterschaften und Weltcups, belegte aber selten einen der vorderen Plätze. Ihr bislang größter Erfolg war der zweite Platz bei der Kletterweltmeisterschaft 2018 in Innsbruck in der für die Olympischen Spiele 2020 geschaffenen Disziplin Kombination.

## Erfolge (Auswahl)

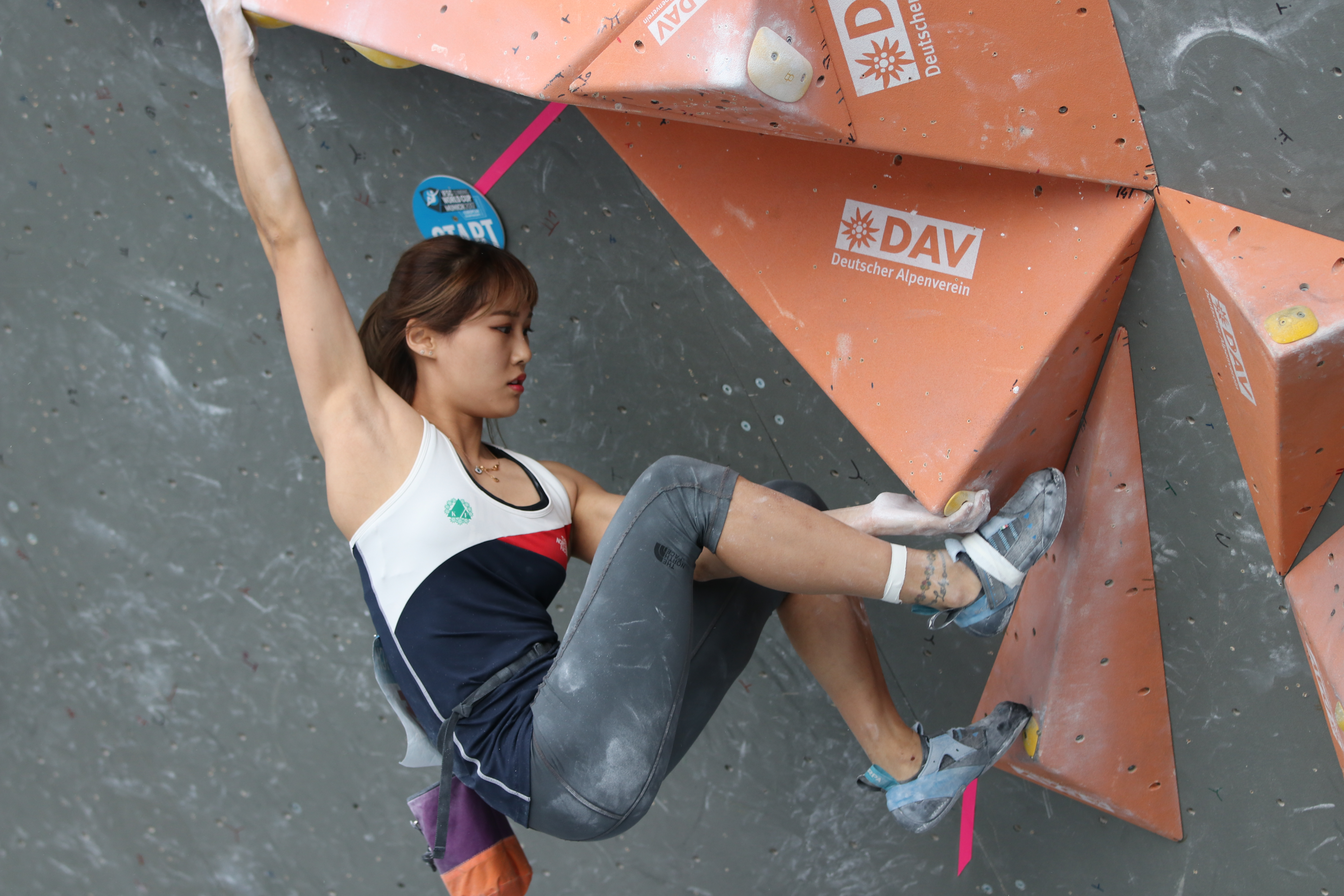
Sa Sol beim Boulderweltcup in München 2017

- 2010: vierter Platz bei der Jugendweltmeisterschaft im Lead (Youth A)
- 2011: vierter Platz bei der Jugendweltmeisterschaft im Lead (Youth A)
- 2012: Jugendasienmeisterin im Lead und Speed (Juniors)
- 2013: vierter Platz bei der Jugendweltmeisterschaft im Lead (Juniors)
- 2015: vierter Platz bei den Asienmeisterschaften
- 2018: zweiter Platz im Asiencup, Vizeweltmeister in der Kombination, achter Platz in der Weltmeisterschaft im Boulder[2]
- 2019: siebter und achter Platz bei Boulder-Worldcups
- 2022: sechster Platz im Bouldern und siebter Platz im Lead bei den Asien-Meisterschaften